# Кинзанг Дорджи
Льонпо Кинзанг Дорджи — премьер-министр Бутана в 2002—2003 и в 2007—2008 годах.
Кинзанг Дорджи родился 19 февраля 1951 года в гевоге Чали (Бутан). Занимал пост премьер-министра с 14 августа 2002 по 30 августа 2003 года. Затем он был министром работ и населенных пунктов. 3 августа 2007 года он вновь стал премьер-министром. Это случилось после отставки Ханду Вангчука и других министров, которые собирались принять участие в предстоящих выборах 2008 года. После выборов, состоявшихся в марте 2008 года, Кинзанга Дорджи сменил на посту Джигме Тинлей.